# Rothschild & Cie
Rothschild & Cie es un banco de inversión recreado por David de Rothschild en 1983 después de la nacionalización en 1981 del Banco Rothschild por el gobierno socialista de Pierre Mauroy bajo la presidencia de François Mitterrand. Rothschild & Cie. es uno de los principales bancos franceses en el área de asesoramiento de fusiones y adquisiciones y en banca privada, siendo este su negocio principal.